# سیارک ۱۵۸۶۰
سیارک ۱۵۸۶۰ (به انگلیسی: 15860 Siran، نامگذاری:1996HO) پانزده هزار و هشتصد و شصتمین سیارک کشف شده‌است که در ۲۰ آوریل ۱۹۹۶ کشف شد.
قدر مطلق سیارک برابر ۱۵٫۴۰ است.